# Hulehøj

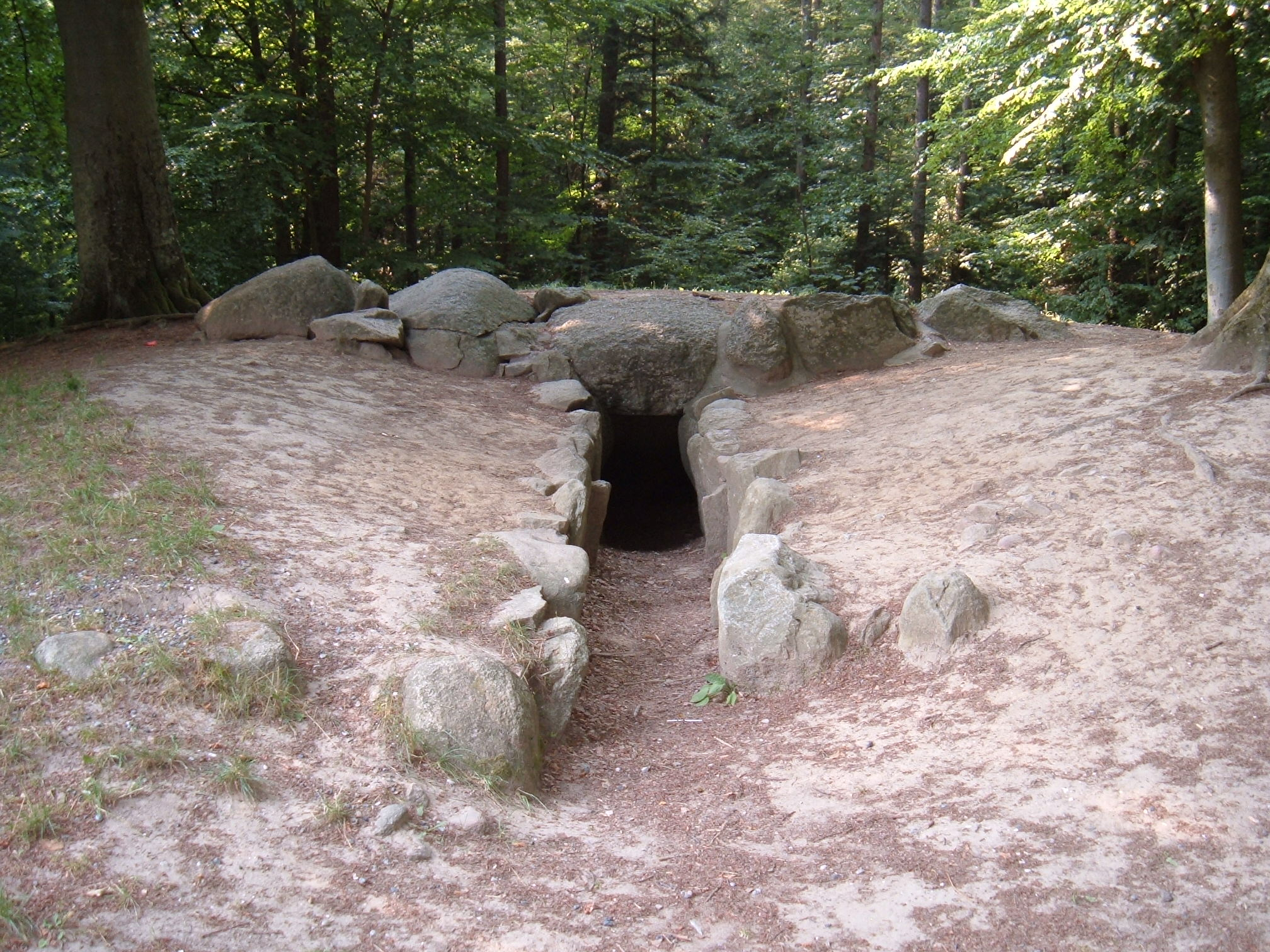
Ganggrab Hulehøj

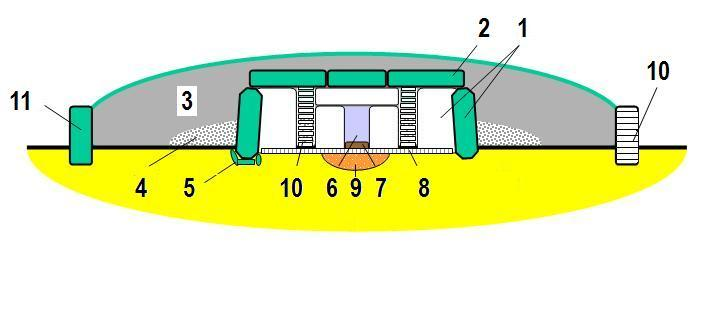
Schema Ganggrab (Querschnitt) 1=Trag-, 2= Deckstein, 3=Erdhügel, 4=Dichtung, 5=Verkeilsteine, 6=Zugang, 7= Schwellenstein. 8=Bodenplatten, 9=Unterbodendepots, 10=Zwischenmauerwerk 11=Randsteine

Im Nordosten der Insel Bogø in Dänemark liegt im Østerskov (Wald) der Hulehøj, ein restauriertes Ganggrab aus der Jungsteinzeit. Es entstand im Neolithikum zwischen 3500 und 2800 v. Chr. als Megalithanlage der Trichterbecherkultur (TBK). Das Ganggrab ist eine Bauform jungsteinzeitlicher Megalithanlagen, die aus einer Kammer und einem baulich abgesetzten, lateralen Gang besteht. Diese Form ist primär in Dänemark, Deutschland und Skandinavien, sowie vereinzelt in Frankreich und den Niederlanden zu finden. Neolithische Monumente sind Ausdruck der Kultur und Ideologie neolithischer Gesellschaften. Ihre Entstehung und Funktion gelten als Kennzeichen der sozialen Entwicklung.

## Beschreibung
Der Hügel ist etwa 16,0 m lang und 2,5 m hoch. Seine Kammer ist etwa 6,3 m lang und 1,7 m breit. Der Zugang erfolgte über einen 5,5 m langen Gang, in dem noch die Rahmensteine der Schließvorrichtung und der Schwellenstein vorhanden sind. Das Nationalmuseum unternahm im Jahre 1918 eine Restaurierung und Teilausgrabung und 1994 eine Wiederherstellung und Sicherung der Decksteine des Ganggrabes. Bei den Ausgrabungen im Jahr 1918 fanden sich mehrere, für Großsteingräber typische Relikte wie Feuersteinbeile und -meißel, sowie Scherben der typischen, reich verzierten Töpferware der TBK. Bei der Reinigung der Kammer wurde festgestellt, dass trotz früherer Grabungen und Restaurierungen noch eine verstreute Schicht aus Holzkohle, gebranntem Feuerstein, Knochen und Tonscherben in der Kammer lag. Alle Knochen waren wahrscheinlich Menschenknochen.

## Kontext
Insgesamt sind 119 Großsteingräber aus der Jungsteinzeit auf den nur 231 km² großen Inseln Møn und Bogø bekannt. 38 davon wurden bewahrt und geschützt. 21 sind Ganggräber und 17 Dolmen der TBK.